# Национално знаме на Науру
Националното знаме на Науру е тъмно синьо, със златна хоризонтална ивица в средата. Под златната ивица е изобразена дванадесет лъчева бяла звезда. Отношението ширина към дължина е 1:2. Ширината на златната ивица е 1/24 от ширината на знамето.
Знамето на Науру е прието на 31 януари 1968 г. след национален конкурс и символизира географското положение на страната. Синият цвят символизира Тихия океан, златната ивица – екватора, а 12-лъчевата звезда – Науру, неговото положение на юг от екватора и 12-те племена, които обитават острова. Белият цвят на звездата е символ на гуаното – основната суровина, добивана на острова.

## Знаме през годините
- (1919 – 1948)
- (1948 – 1968)